# Sarmi (regentschap)
Sarmi is een regentschap (kabupaten) aan de noordkust van de Indonesische provincie Papoea op Nieuw-Guinea.
Deze bestuurseenheid is genoemd naar de oudere kustplaats Sarmi, waar de regent, bupati, zijn kantoren heeft.  Naast deze hoofdplaats zijn er nog  kleinere administratieve eenheden, kampung. Bovendien zijn er veel kleine nederzettingen in het bos, die vaak van locatie wisselen en geen officiële status hebben. In de Nederlandse koloniale bestuursstructuur was Sarmi al een onderafdeling van de afdeling Hollandia. 
De culturele en linguïstische verscheidenheid in het achterland van de hoofdplaats is groot. De Papoea bevolking leeft van sago als basisvoedsel, tuinbouwproducten zoals groenten, knolgewassen en vruchten, visvangst en de jacht, vooral op wilde zwijnen. Men fokt ook eigen varkens, die door de vrouwen worden verzorgd.
Het administratief centrum, de stad Sarmi, van het regentschap Sarmi heeft een bevolking van ruim 14.000 zielen. 
Door de vroege kerstening van  Nederlands-Nieuw-Guinea in de Nederlandse koloniale tijd is het merendeel van de bevolking christelijk. Een derde deel van de bevolking, meest niet-autochtone inwoners, is moslim, als gevolg van de transmigratiepolitiek van de Indonesische staat.
Van de oorspronkelijke Papoeaculturen in dit deel van Papoea bestaan twee belangrijke Nederlandse antropologische studies uit de jaren vijftig en zestig van de 20e eeuw.